# Impingementul talo-calcanean posterior

## Definiție
Impingementul talar posterior se produce între marginea posterioară a tibiei și partea anterioară a suprafeței calcaneene superioare în timpul flexiei piciorului. El poate chiar limita flexia. Conflictul creează durere postero-laterală de gleznă. Este datorat de cele mai multe ori prezenței osului trigonum.

## Anatomie
Osul trigonum este un os accesor situat imediat posterior de talus. Poate fi considerat ca partea neunită a tuberculului lateral talar. Este un os rotund, ovalar sau triunghiular. Mărimea este variabilă.
Osul trigonum este prezent la 50% dintre picioarele normale.
Provine din centrul de osificare separat de partea posterioară a tuberculului lateral al procesului talar posterior. El poate fuza cu tuberculul lateral sau poate rămâne un mic os separat. Între osul trigonum și tuberculul lateral există o sincondroză.

## Diagnostic clinic
- la debut, flexia forțată și repetată a piciorului produce durere posterioară de gleznă.
- cu timpul, durerea apare chiar la mers sau doar sprijin îndelungat.
- flexia piciorului pasivă forțată trebuie să reproducă simptomele pacientului.
- eventuala tendinită asociată a flexorului lung al halucelui sau tendinita tibialului posterior se manifestă prin durere postero-medială de gleznă.
- injectarea de xilină+steroid lateral și posterior de procesul talar posterior trebuie să amelioreze simptomele.

## Diagnostic radiologic
Sunt necesare 2 radiografii:
- radiografia de profil în sprijin a gleznei și piciorului: ea permite observarea osului trigonum cu margini nete și os cortical dens, situat în prelungirea tuberculului talar lateral. Trebuie făcut diagnosticul diferențial între osul trigonum și fractura tuberculului lateral.
- radiografia de profil a gleznei și piciorului cu forțare în flexie a piciorului: evidențiază conflictul tibio-calcanean.

## Diagnosticul IRM
precizează practic diagnosticul: evidențiază prezența osului trigonum, separat de tuberculul talar lateral și, de asemeni, evidențiază conflictul talar posterior care se manifestă prin edem al părții posterioare a talusului și a părții antero-superioare a calcaneului în T2. Poate evidenția și inflamația tecii flexorului lung al halucelui și a tecii tibialului posterior.

## Tratament
1) Tratament conservator: Imobilizarea gleznei în cizma gipsată timp de 4 săptămâni reduce inflamația parților moi dar nu va elimina blocarea mișcării de flexie a piciorului. 
Mai poate fi benefică pentru ameliorarea durerii injectarea locală de xilină+steroizi.
2) Tratament chirurgical: constă în excizia osului trigonum. Durerea se ameliorează și flexia piciorului se deblochează.
În cazul unui impingement posterior izolat este indicat abordul lateral. Incizia se face la nivelul articulației gleznei, imediat posterior de tendoanele peronierilor. Trebuie identificate nervul sural și tunelul flexorului lung al halucelui.
Dupa capsulotomie se identifică osul trigonum sau fragmentul osos fracturat neconsolidat care este  apoi excizat.
O decompresie corectă trebuie să permită piciorului să fie flectat mult, fără impingement osos.